# 中国銀行大廈 (香港)

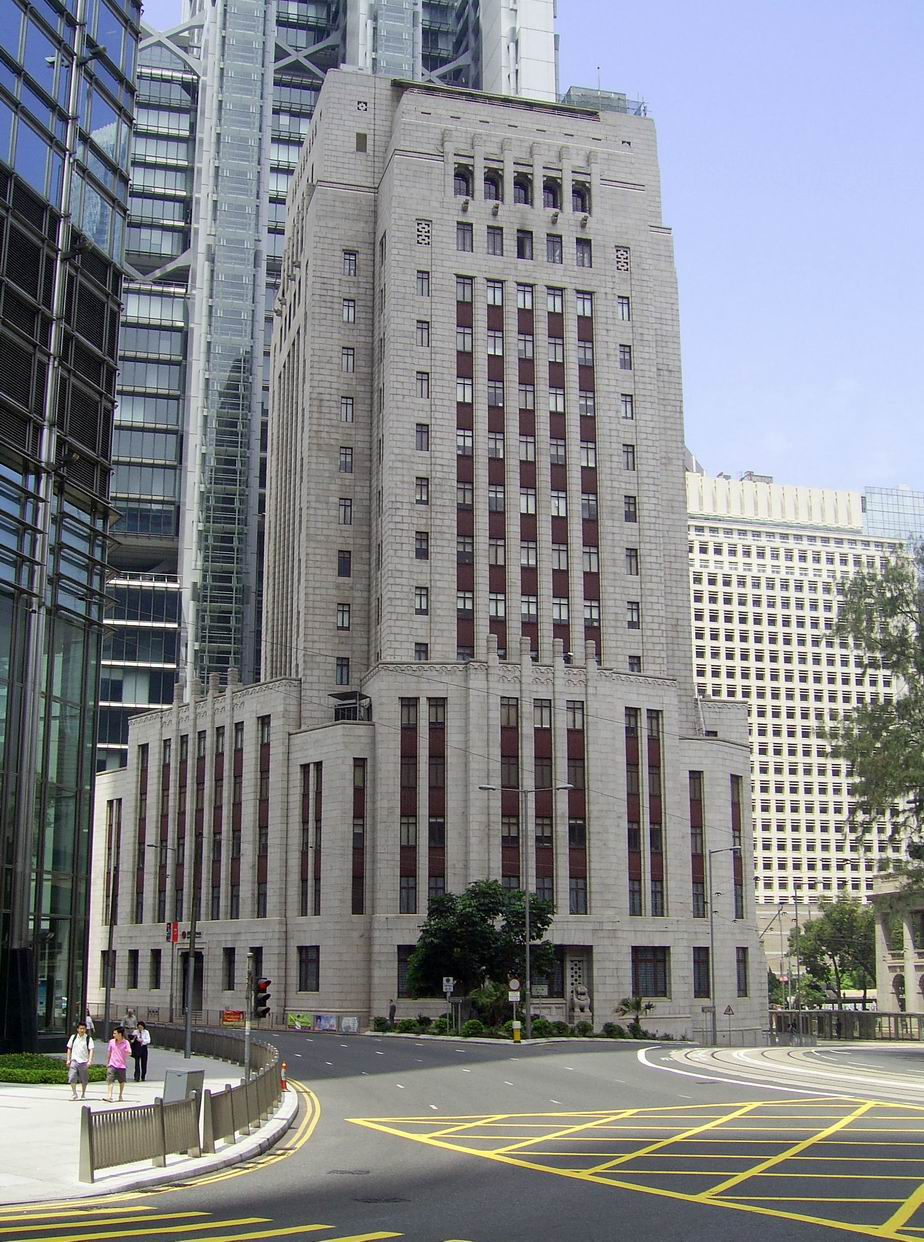

中国銀行大廈（ちゅうごくぎんこうたいか、中国語: 中國銀行大廈、英語: Bank of China Building）、もしくは旧中銀大廈、は香港中環（セントラル）徳輔道にある銀行建築であり、香港の一級歴史建築である。
中国銀行大廈は1950年に竣工し、外観は上海の旧中国銀行上海ビルを模倣した。竣工から1955年まで、中国銀行大廈は香港の最も高い建築だった。